# Видман-Мауц, Аннетте
Аннетте Видман-Мауц (нем. Annette Widmann-Mauz, в девичестве Аннетте Видман (нем. Annette Widmann); род. 13 июня 1966, Тюбинген, Баден-Вюртемберг, ФРГ) — немецкий политик партии Христианско-демократический союз, депутат Бундестага, парламентский статс-секретарь Федерального министерства здравоохранения в 2009—2018 годах, госминистр в Ведомстве федерального канцлера Германии с 2018 года.

## Биография
Оконччила среднюю школу в Балингене, потом изучала политологию и право в Тюбингенском университете. У 1993—1998 годах работала в нём над проектом, организованным Европейской комиссией.
В 1984 году вступила в Христианско-демократический союз Германии. Одновременно с этим стала активисткой его молодёжной организации «Молодёжный союз Германии», в 1986—1989 годах была её вице-президентом в Баден-Вюртемберге. В 1995 году стала региональным председателем союза женщин «Frauen-Union» в Баден-Вюртемберге. В 1999 году стала заместителем председателя федерального комитета ХДС по женской политике. В 1999—2009 годах работала в Совете района Цоллернальб.
В 1998 году впервые получила мандат депутата Бундестага. Успешно баллотировалась на новые сроки на выборах 2002, 2005, 2009, 2013, 2017 и 2021 годов. В 2000 году вошла в правление фракции ХДС/ХСС, а в 2012 году — в федеральный совет ХДС. В 2015 году возглавила «Frauen-Union» на федеральном уровне. В 2009 году стала парламентским статс-секретарём Федерального министерства здравоохранения в кабинете Ангелы Меркель. В 2018 году перешла на должность госминистра, ответственного за миграцию, беженцев и интеграцию, в канцелярии федерального канцлера.
22 декабря 2020 года взяла шефство над Яной Оробейко, белорусской студенткой и политической заключённой.